# Šahovska olimpijada 1992.
30. Šahovska olimpijada održana je 1992. na Filipinima. Grad domaćin bila je Manila.

## Poredak osvajača odličja
| Mj. | Država   | Bodova | Igrači |
| --- | -------- | ------ | ------ |
| 1.  | Rusija   | 39,0   |        |
| 2.  | UZB      | 35,0   |        |
| 3.  | Armenija | 34,5   |        |

| Pobjednici         |
| ------------------ |
| Rusija Prvi naslov |